# Unterlamm

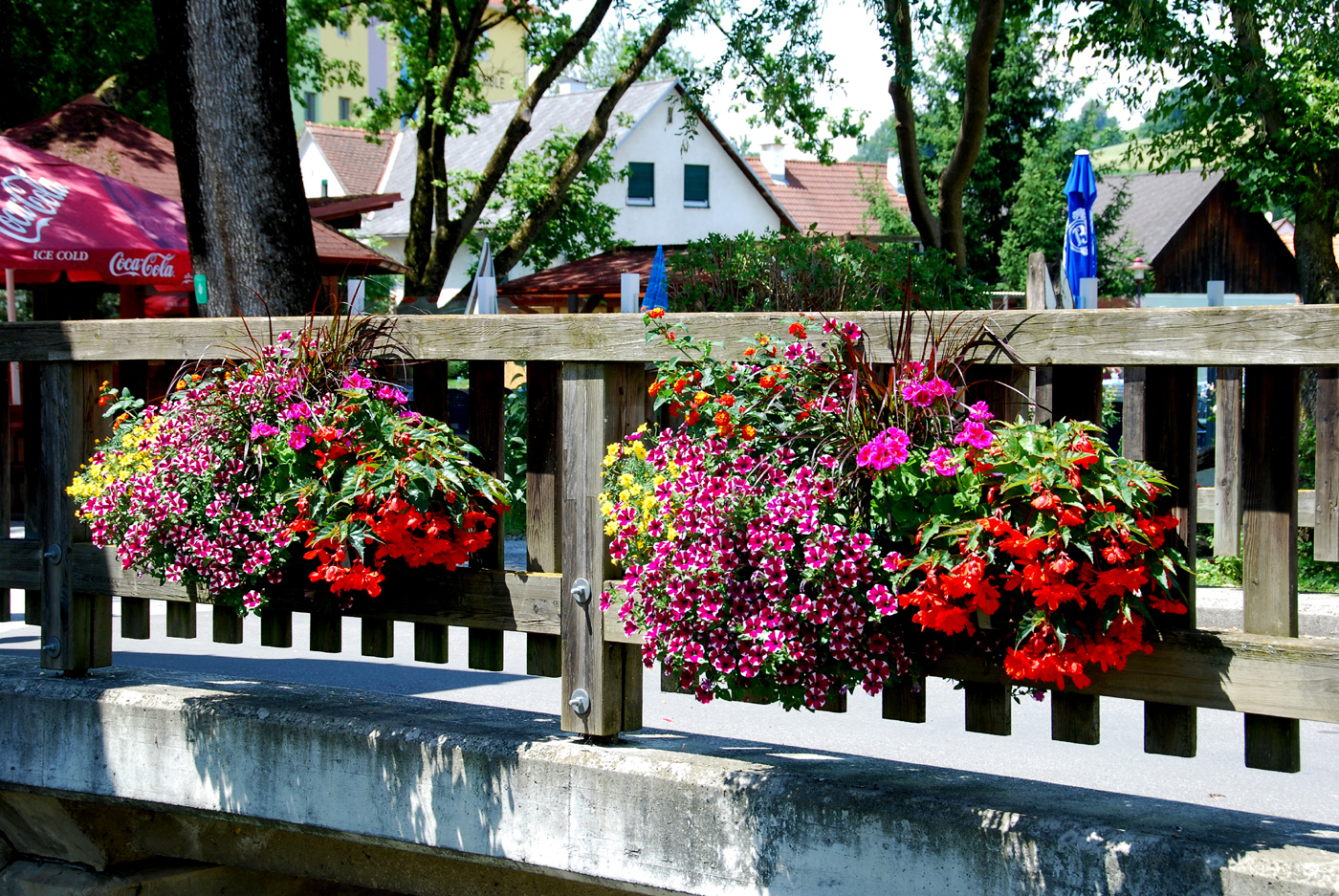
Am 28. August 2014 anlässlich der Flora 2014 als zweitschönstes Blumendorf der Steiermark ausgezeichnet

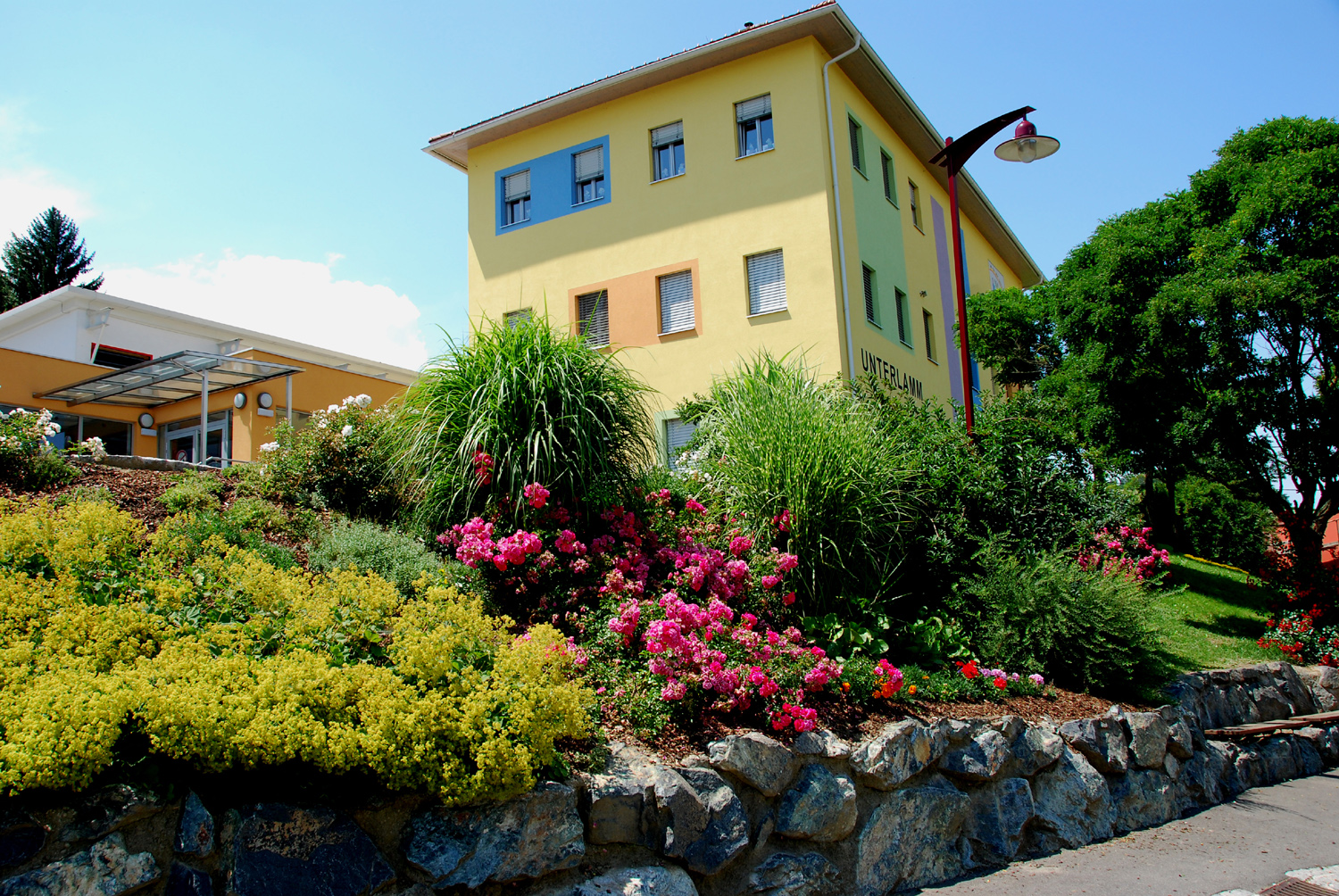
Volksschule Unterlamm mit Blumenschmuck

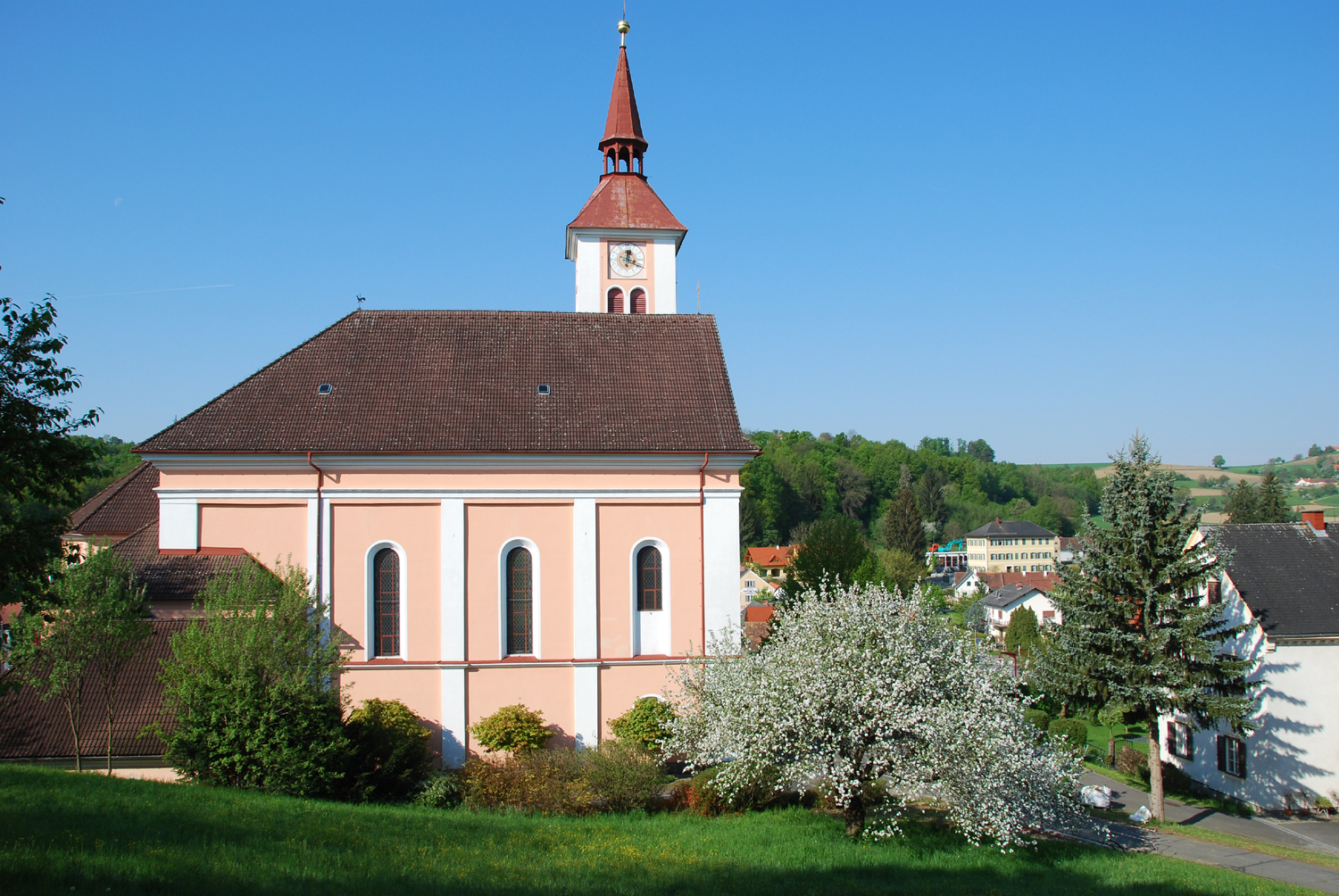
Kirche Unterlamm

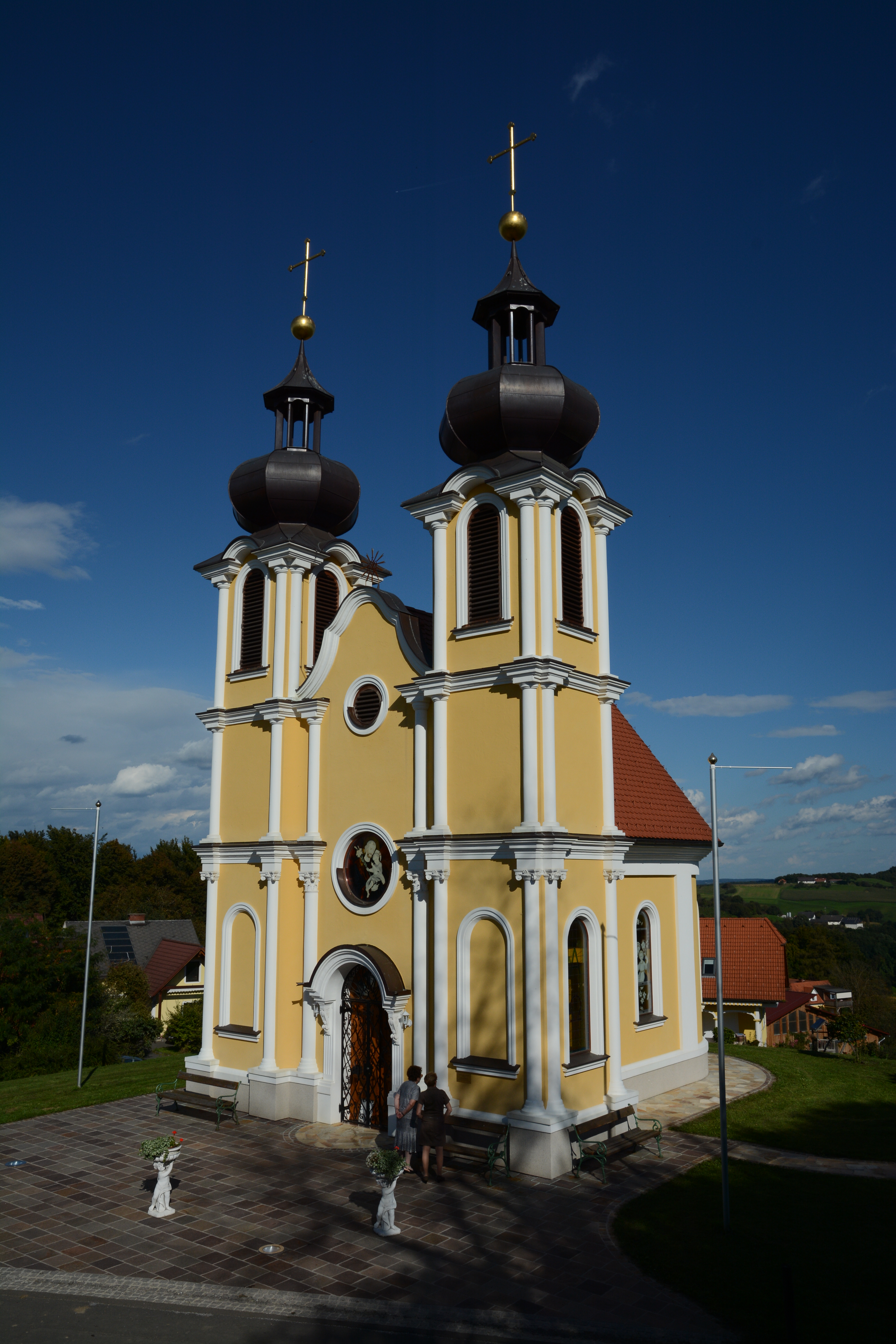
Josefskapelle

Unterlamm ist eine Gemeinde mit 1265 Einwohnern (Stand 1. Jänner 2025) im Süd-Osten der Steiermark im Bezirk Südoststeiermark.

## Geografie

### Geografische Lage
Unterlamm liegt ca. 48 km östlich von Graz und ca. 13 km östlich der Bezirkshauptstadt Feldbach im Oststeirischen Hügelland. Durch den Ort fließt der Lehenbach.

### Gemeindegliederung
Das Gemeindegebiet umfasst folgende drei Ortschaften (in Klammern Einwohnerzahl Stand 1. Jänner 2025):
- Magland (356)
- Oberlamm (246)
- Unterlamm (663)

Die Gemeinde besteht aus den Katastralgemeinden Magland, Oberlamm und Unterlamm.

### Eingemeindungen
Magland, Oberlamm und Unterlamm wurden erstmals 1850 zur vereinigten Gemeinde Unterlamm zusammengeschlossen, an deren Spitze ein Gemeindevorsteher stand, der die Gemeinden nach außen und in gemeinsamen Angelegenheiten vertrat. Die Vermögensverwaltung und alle internen Angelegenheiten oblagen dem Gemeinderichter, den die Bauern abwechselnd stellten. Im Jahr 1928 wurden die vereinigten Gemeinden wieder in die selbständigen Gemeinden Unterlamm, Magland und Oberlamm aufgeteilt. Die heutige Gemeinde Unterlamm entstand im Jahr 1951 durch die Vereinigung der Gemeinden.

### Nachbargemeinden
| Fürstenfeld Bez. Hartberg-Fürstenfeld |                                             | Bad Loipersdorf Bez. Hartberg-Fürstenfeld |
|                                       | Kompassrose, die auf Nachbargemeinden zeigt |                                           |
| Fehring                               |                                             | Jennersdorf Bez. Jennersdorf (Burgenland) |

## Geschichte

### Einwohnerentwicklung
| Unterlamm: Einwohnerzahlen von 1869 bis 2024        | Unterlamm: Einwohnerzahlen von 1869 bis 2024 | Unterlamm: Einwohnerzahlen von 1869 bis 2024 | Unterlamm: Einwohnerzahlen von 1869 bis 2024 | Unterlamm: Einwohnerzahlen von 1869 bis 2024 |
| --------------------------------------------------- | -------------------------------------------- | -------------------------------------------- | -------------------------------------------- | -------------------------------------------- |
| Jahr                                                |                                              |                                              |                                              | Einwohner                                    |
| 1869                                                | 1869                                         |                                              | 1.488                                        | 1.488                                        |
| 1880                                                | 1880                                         |                                              | 1.554                                        | 1.554                                        |
| 1890                                                | 1890                                         |                                              | 1.584                                        | 1.584                                        |
| 1900                                                | 1900                                         |                                              | 1.637                                        | 1.637                                        |
| 1910                                                | 1910                                         |                                              | 1.732                                        | 1.732                                        |
| 1923                                                | 1923                                         |                                              | 1.601                                        | 1.601                                        |
| 1934                                                | 1934                                         |                                              | 1.519                                        | 1.519                                        |
| 1939                                                | 1939                                         |                                              | 1.425                                        | 1.425                                        |
| 1951                                                | 1951                                         |                                              | 1.333                                        | 1.333                                        |
| 1961                                                | 1961                                         |                                              | 1.332                                        | 1.332                                        |
| 1971                                                | 1971                                         |                                              | 1.326                                        | 1.326                                        |
| 1981                                                | 1981                                         |                                              | 1.288                                        | 1.288                                        |
| 1991                                                | 1991                                         |                                              | 1.297                                        | 1.297                                        |
| 2001                                                | 2001                                         |                                              | 1.313                                        | 1.313                                        |
| 2011                                                | 2011                                         |                                              | 1.261                                        | 1.261                                        |
| 2021                                                | 2021                                         |                                              | 1.254                                        | 1.254                                        |
| 2024                                                | 2024                                         |                                              | 1.239                                        | 1.239                                        |
| Quelle(n): Statistik Austria, Gebietsstand 1.1.2021 |                                              |                                              |                                              |                                              |

## Kultur und Sehenswürdigkeiten
- Pfarrkirche hl. Heinrich
- Lourdes-Mariengrotte
- Josefskapelle
- Naturteichanlage mit Keltischem Baumkalender
- Erlebensweg der Sinne
- Erlebensraum Aussichtswarte Unterlamm. 15,5 m hoher hölzerner Aussichtsturm.[4]

### Naturdenkmäler
Im Gemeindegebiet befindet sich eine unter Naturschutz stehende Schwarzpappel. Siehe diesbezüglich Liste der Naturdenkmäler im Bezirk Südoststeiermark.

## Wirtschaft und Infrastruktur
In Unterlamm gibt es zahlreiche Betriebe, hauptsächlich Tourismusbetriebe wie Gästehäuser, Pensionen und Hotels.

### Verkehr
Die nächsten Bahnhöfe sind Söchau im Norden und Fehring im Südwesten. Von Fehring gibt es stündliche Schnellbahnverbindungen nach Graz.

## Politik

### Bürgermeister
Bürgermeister der Gemeinde ist Robert Hammer (ÖVP).
Dem Gemeindevorstand gehören weiters die Vizebürgermeisterin Maria Maurer (ÖVP) und der Gemeindekassier Andreas Schaar (ÖVP) an.
Amtsleiter ist Alois Hammer.

### Gemeinderat
Der Gemeinderat besteht aus 15 Mitgliedern und setzt sich seit der Gemeinderatswahl 2020 aus Mandataren der folgenden Parteien zusammen:
- 11 ÖVP,
- 03 FPÖ und
- 01 SPÖ

Die letzten Gemeinderatswahlen brachten folgende Ergebnisse:
| Partei                | 2020    | 2020  | 2020    | 2015             | 2015             | 2015             | 2010             | 2010             | 2010             | 2005             | 2005             | 2005             | 2000  | 2000  | 2000  |
| Partei                | Stimmen | %     | Mandate | Sti.             | %                | M.               | Sti.             | %                | M.               | Sti.             | %                | M.               | Sti.  | %     | M.    |
| --------------------- | ------- | ----- | ------- | ---------------- | ---------------- | ---------------- | ---------------- | ---------------- | ---------------- | ---------------- | ---------------- | ---------------- | ----- | ----- | ----- |
| ÖVP                   | 566     | 69    | 11      | 650              | 72               | 11               | 756              | 81               | 13               | 687              | 80               | 13               | 617   | 70    | 11    |
| SPÖ                   | 93      | 11    | 1       | 084              | 09               | 01               | 070              | 07               | 01               | 074              | 09               | 01               | 067   | 08    | 1     |
| FPÖ                   | 166     | 20    | 3       | 174              | 19               | 03               | 112              | 12               | 01               | 099              | 12               | 01               | 123   | 14    | 2     |
| Liste „Für Unterlamm“ |         |       |         | nicht kandidiert | nicht kandidiert | nicht kandidiert | nicht kandidiert | nicht kandidiert | nicht kandidiert | nicht kandidiert | nicht kandidiert | nicht kandidiert | 077   | 09    | 1     |
| Wahlberechtigte       | 1.089   | 1.089 | 1.089   | 1.066            | 1.066            | 1.066            | 1.105            | 1.105            | 1.105            | 1.043            | 1.043            | 1.043            | 1.015 | 1.015 | 1.015 |
| Wahlbeteiligung       | 76 %    | 76 %  | 76 %    | 86 %             | 86 %             | 86 %             | 86 %             | 86 %             | 86 %             | 84 %             | 84 %             | 84 %             | 88 %  | 88 %  | 88 %  |

### Wappen
Die Verleihung des Gemeindewappens erfolgte mit Wirkung vom 1. Mai 1994.
Wappenbeschreibung: Von Grün und Schwarz schräglinks durch einen goldenen Schrägkantenbalken geteilt, gekreuzt durch einen goldenen Lilienstab.